# Hirschberg (Oberegg)

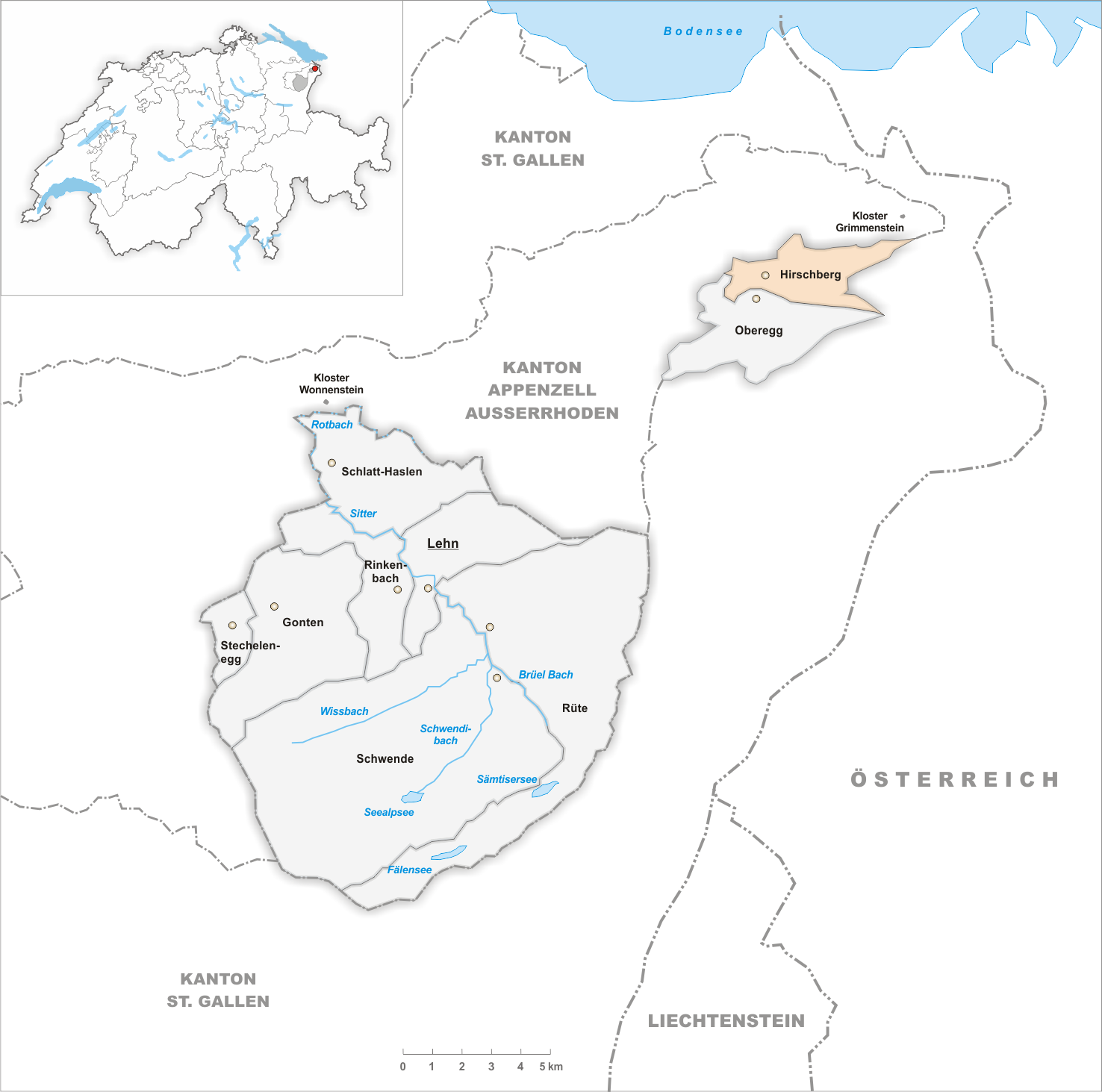
Bezirksstand vor der Fusion am 1. Januar 1873

Hirschberg ist eine Rhode im Kanton Appenzell Innerrhoden, Schweiz. Sie umfasst die Gemeinde Reute aus dem Kanton Appenzell Ausserrhoden sowie Oberegg. Der Name stammt von der Streusiedlung Hirschberg  (heute Gemeinde Reute).